# موسوعة نضرة النعيم
موسوعة نضرة النعيم موسوعةٌ في الأخلاقِ الإسلاميةِ رُتِبت على حروف المعجم ، ألّفه عدد من المختصين بإشراف صالح بن عبد الله بن حميد وعبد الرحمن بن ملوح ،وقد تضمنَ المجلدُ الأولُ مقدمات (مفهوم الأخلاق .. أصالتها في الفكر الإسلامي .. وظائفها وطبيعتها .. مصدرها .. أركانها ) ، والمجلدات من الثاني إلى الثامن (الصفات المستحبة) وقد تضمنت 200 صفة، والمجلدات من التاسع إلى الحادي عشر (الصفات المذمومة) وقد شملت 161 صفة، وأما المجلد الثاني عشر فهو فهارس.

## منهج عرض الصفات الأخلاقية
سار مؤلفو الموسوعة في عرض الصفات الأخلاقية الواردة في الموسوعة سواءً المستحبة منها أو المذمومة على منهج واحد ،حيث يتناولون كل صفة بالتعريف اللغوي والاصطلاحي ثم تُعرض الآيات الواردة في الصفة ثم الأحاديث ثم الآثار والأشعار والحكم التي قيلت في الصفة والفوائد والمضار المترتبة عليها.

## الصفات الواردة في الموسوعة

### الصفات المستحبة
وهي 200 صفة جاءت في الموسوعة مرتبة على حروف المعجم وهي:
1الابتهال -2الاتباع -3الاجتماع -4الاحتساب -5الإحسان -6الإخاء -7الإخبات -8الإخلاص -9الأدب -10الإرشاد -11استئذان -12الاستخارة -13الاستعاذة -14الاستعانة -15الاستغاثة -16الاستغفار -17الاستقامة -18الإسلام -19الأسوة الحسنة -20الإصلاح -21الاعتبار -22الاعتذار -23الإعتراف بالفضل -24الاعتصام -25الإغاثة -26إفشاء السلام -27إقامة الشهادة -28أكل الطيبات -29الألفة -30الأمانة -31الأمر بالمعروف والنهي عن المنكر -32الإنابة -33الإنذار -34الإنصاف -35الإنفاق -36الإيثار -37الإيمان -38البر -39بر الوالدين -40البشارة -41البشاشة -42البصيرة والفراسة -43البكاء -44التأمل -45التأني -46التبتل -47التبليغ -48التبين (التثبت) -49التدبر -50التذكر -51تذكر الموت (قصر الأمل) -52التذكير -53التسبيح -54التعارف -55التعاون على البر والتقوى -56تعظيم الحرمات -57التفاؤل -58تفريج الكربات -59التفكر -60التقوى -61التكبير -62تكريم الإنسان -63تلاوة القرآن -64التناصر -65التهليل -66التواضع -67التوبة -68التوحيد -69التودد -70التوسط -71التوسل -72التوكل -73التيسير -74التيمن -75الثبات -76الثناء -77جهاد الأعداء -78الجود -79الحجاب -80الحج والعمرة -81الحذر -82حسن الخلق -83حسن السمت -84حسن الظن -85حسن العشرة -86حسن المعاملة -87حفظ الأيمان -88حفظ الفرج -89حق الجار -90الحكمة -91الحكم بما أنزل الله -92الحلم -93الحمد -94الحنان -95الحوقلة -96الحياء -97الحيطة -98الخشوع -99الخشية -100خفض الصوت -101الخوف -102الدعاء -103الدعوة إلى الله -104الذكر -105الرأفة -106الرجاء -107الرجولة -108الرحمة -109الرضا -110الرغبة والترغيب -111الرفق -112الرهبة والترهيب -113الزكاة -114الزهد -115الستر -116السخاء -117السرور -118السكينة -119السلم -120السماحة -121السماع -122الشجاعة -123الشرف -124الشفاعة -125الشفقة -126الشكر -127الشهامة -128الشورى -129الصبر والمصابرة -130الصدق -131الصدقة -132الصفح -133الصلاة -134الصلاح -135صلة الرحم -136الصمت وحفظ اللسان -137الصوم -138الضراعة والتضرع -139الطاعة -140طلاقة الوجه -141الطمأنينة -142الطموح -143الطهارة -144العبادة -145العدل والمساواة -146العزة -147العزم والعزيمة -148العطف -149العفة -150العفو -151العلم -152علو الهمة -153العمل -154عيادة المريض -155غض البصر -156الغيرة -157الفرار إلى الله -158الفرح -159الفضل -160الفطنة -161الفقة -162القسط -163القصاص -164القناعة -165القنوت -166القوة والشدة -167قوة الإرادة -168كتمان السر -169الكرم -170كظم الغيظ -171كفالة اليتيم -172الكلم الطيب -173اللين -174مجاهدة النفس -175محاسبة النفس -176المحبة -177المداراة -178المراقبة -179المروءة -180المسارعة في الخيرات -181المسؤلية -182المعاتبة -183معرفة الله - عز وجل -184المواساة -185النبل -186النزاهة -187النشاط -188النصيحة والنواصي -189النظام -190النظر والتبصر -191الهجرة -192الهدى -193الورع -194الوعظ -195الوفاء -196الوقار -197الوقاية -198الولاء والبراء -199اليقظة -200اليقين.

### الصفات المذمومة
وتضمنت 161 صفة مذمومة وهي:
1الابتداع -2إتباع الهوى -3الأثرة -4الإجرام -5الإحباط -6الإحتكار -7الأذى -8الإرهاب -9الإساءة -10الاستهزاء -11الإسراف -12الإصرار على الذنب والعناد -13إطلاق البصر -14الإعراض -15الإعوجاج -16الإفتراء -17إفشاء السر -18الإفك -19أكل الحرام -20الإلحاد -21الأمر بالمنكر والنهي عن المعروف -22الإمعة -23الأمن من المكر -24الانتقام -25إنتهاك الحرمات -26الإهمال -27البخل -28البذاءة -29البذاذة -30البطر -31البغض -32البغي -33البلادة(عدم الفقه) -34البهتان -35التبذير -36التبرج -37التجسس -38التحقير -39التخاذل -40التخلف (القعود) عن الجهاد -41ترك الصلاة -42التسول -43التشامل -44التطفيف -45التطير -46التعاون على الإثم والعدوان -47التعسير -48التفرق -49التفريط الإفراط -50التكاثر -51التكلف -52التناجش -53التنازع -54التنصل من المسؤلية والتهرب منها -55التنفير -56التهاون -57التولي -58الجبن -59الجحود -60الجدال والمراء -61الجزع -62الجفاء -63الجهل -64الحرب والمحاربة -65الحزن -66الحسد -67الحقد -68الحكم بغير ما أنزل الله -69الحمق -70الخبث -71الخداع -72الخنوثة والتخنث -73الخيانة -74الدياثة -75الذل -76الربا -77الردة -78الرشوة -79الرياء -80الزنا -81الزندقة -82السحر -83السخرية -84السخط -85السرقة -86السفاهة -87سوء الخلق -88سوء الظن -89سوء المعاملة -90الشح -91شرب الخمر -92الشرك -93الشك -94الشماتة -95شهادة الزور -96صغر الهمة -97الضعف -98الضلال -99الطغيان -100الطمع -101طول الأمل (عدم تذكر الموت) -102الطيش -103الظلم -104العبوس -105العتو -106العجلة -107العدوان -108العصيان -109عقوق الوالدين -110العنف -111الغدر -112الغرور -113الغش -114الغضب -115الغفلة -116الغل -117الغلو -118الغلول -119الغي والإغواء -120الغيبة -121الفتنة -122الفجور -123الفحش -124الفساد -125الفسوق -126الفضح -127القتل -128القدوة السيئة -129القذف -130القسوة (الغلظة والفظاظة) -131قطيعة الرحم -132القلق -133القنوط -134الكبر والعجب -135الكذب -136الكرب -137الكسل -138الكفر -139الكنز -140اللغو -141اللهو واللعب -142اللؤم -143المجاهرة بالمعصية -144المكر والكيد -145المن -146موالاة الكفار -147الميسر -148النجاسة -149النجوى -150النفاق -151نقض العهد -152النقممة -153نكران الجميل -154النميمة -155الهجاء -156الهجر -157هجر القرآن -158الوسوسة -159الوهم -160الوهن -161اليأس.

## الطبعات
- الطبعة الأولى: دار الوسيلة للنشر والتوزيع، جدة.
- الطبعة الرابعة: دار الوسيلة للنشر والتوزيع، جدة

## أنظر أيضاً
- صالح بن عبد الله بن حميد

## وصلات خارجية
- المكتبة الوقفية : بطاقة تعريفية بموسوعة نضرة النعيم